# Chiese in legno della Piccola Polonia meridionale
Le chiese in legno della Piccola Polonia meridionale protette dall'UNESCO sono sei chiese che si trovano nel sud est della Polonia nei distretti di Gorlice, Nowy Targ e Bochnia (voivodato della Piccola Polonia), ed in quello di Brzozów (voivodato della Precarpazia) e precisamente nelle località di Binarowa, Blizne, Dębno Podhalańskie, Haczów, Lipnica Murowana e Sękowa. In realtà esistono molte altre chiese nel sud est della Polonia che rispettano la descrizione data dall'UNESCO:
Lo stile delle chiese in legno strutturale nacque nel tardo Medioevo, alla fine del sedicesimo secolo. Utilizzò all'inizio ornamenti gotici e policromi, ma a causa del fatto che erano fatte di legno l'aspetto è completamente diverso da quello di altre chiese gotiche, costruite in pietra o mattoni. Le costruzioni più moderne mostrano elementi in stile Rococò e Barocco. La forma delle chiese è fortemente influenzata dalla presenza nella regione della chiesa greco-cattolica e della Chiesa cristiana ortodossa. Alcune di loro mostrano una pianta a forma di croce greca o di cupola a cipolla, ma la maggior parte mischia questi elementi alla forma tipica romana con navate allungate e alti campanili.
Nei musei all'aperto (skansen) di Sanok e Nowy Sącz vi sono varie chiese tradizionali in legno.
Le sei chiese citate dal documento UNESCO sono: 
1. Chiesa di San Michele Arcangelo a Binarowa
2. Chiesa di tutti i santi a Blizne
3. Chiesa di San Michele Arcangelo a Dębno
4. Chiesa dell'Assunzione a Haczów
5. Chiesa di San Leonardo a Lipnica Murowana
6. Chiesa dei Santi Filippo e Giacomo a Sękowa